# The Party’s Over
A The Party's Over volt a Talk Talk első nagylemeze. 1982-ben jelent meg, a producere Colin Thurston volt, aki többek között David Bowie korábbi albumain dolgozott, de jobban ismert a Duran Duran első két lemezéről.
Az Egyesült Királyságban az album kislemeze a Today bekerült a Top 20-ba, és a Talk Talk kislemez remix verziója 1. helyig jutott a Dél-Afrikai Köztársaságban 1983-ban (az Egyesült Királyságban 23. lett) Mindazonáltal az USA-ban gyengén szerepelt, a Billboard toplistáján a 132. helyig jutott, a Talk Talk kislemez pedig 75. lett.
Új-Zélandon az album nagy siker lett, a Today a 8. helyig jutott, míg az album 10. lett 1983-ban.

## Dalsorrend
1. "Talk Talk" (Hollis) – 3:23
2. "It's so serious" (Benner/Harris/Hollis/Webb) – 3:21
3. "Today" (Benner/Harris/Hollis/Webb) – 3:30
4. "The Party's Over" (Benner/Harris/Hollis/Webb) – 6:12
5. "Hate" (Benner/Harris/Hollis/Webb) – 3:58
6. "Have you heared the news?" (Hollis) – 5:07
7. "Mirror Man" (Hollis) – 3:21
8. "Another world" (Webb) – 3:14
9. "Candy" (Hollis) – 4:41

## Közreműködők
- Lee Harris – Dobok
- Mark Hollis – Vokál
- Mike Robbinson – Keverés
- Paul Webb – Basszusgitár
- Simon Brenner – Szintetizátorok
- James Marsh – Borítóterv